# Naturpark Ötscher-Tormäuer

Wildnisgebiet Dürrenstein, Naturpark Ötscher-Tormäuer

Der Naturpark Ötscher-Tormäuer liegt im südlichen Mostviertel in den Bezirken Scheibbs und Lilienfeld.
Der Naturpark erstreckt sich über die Gemeindegebiete von Gaming, Lackenhof (Gemeinde Gaming), Puchenstuben, Sankt Anton an der Jeßnitz, Annaberg und Mitterbach am Erlaufsee (die beiden letzten im Bezirk Lilienfeld). Der Park ist mit 170 km² der größte der 22 Naturparks Niederösterreichs.
Zur Erhaltung des Naturparks und seiner Weganlagen wird an den Eingängen eine Eintrittsgebühr verlangt.
Das Gebiet nördlich und nordwestlich des Naturparks wird Ötscherland genannt. Dort gab es eine gleichnamige Radroute, die in Erlauftalradweg umbenannt wurde.

## Entstehungsgeschichte
Der Naturpark entstand 1970 aus einer Protestbewegung gegen ein weiteres Wasserkraftwerk an der Erlauf, das zwischen Trübenbach und Gaming errichtet werden sollte, nachdem bereits mit dem Kraftwerk Wienerbruck und dem Kraftwerk Erlaufboden ein Ausgleichsbecken in den Tormäuern errichtet worden war. 1970 wurde der Verein Naturpark Ötscher-Tormäuer gegründet, der das Ziel verfolgt, die Wildwasserstrecke zu erhalten.

## Natürliche Sehenswürdigkeiten

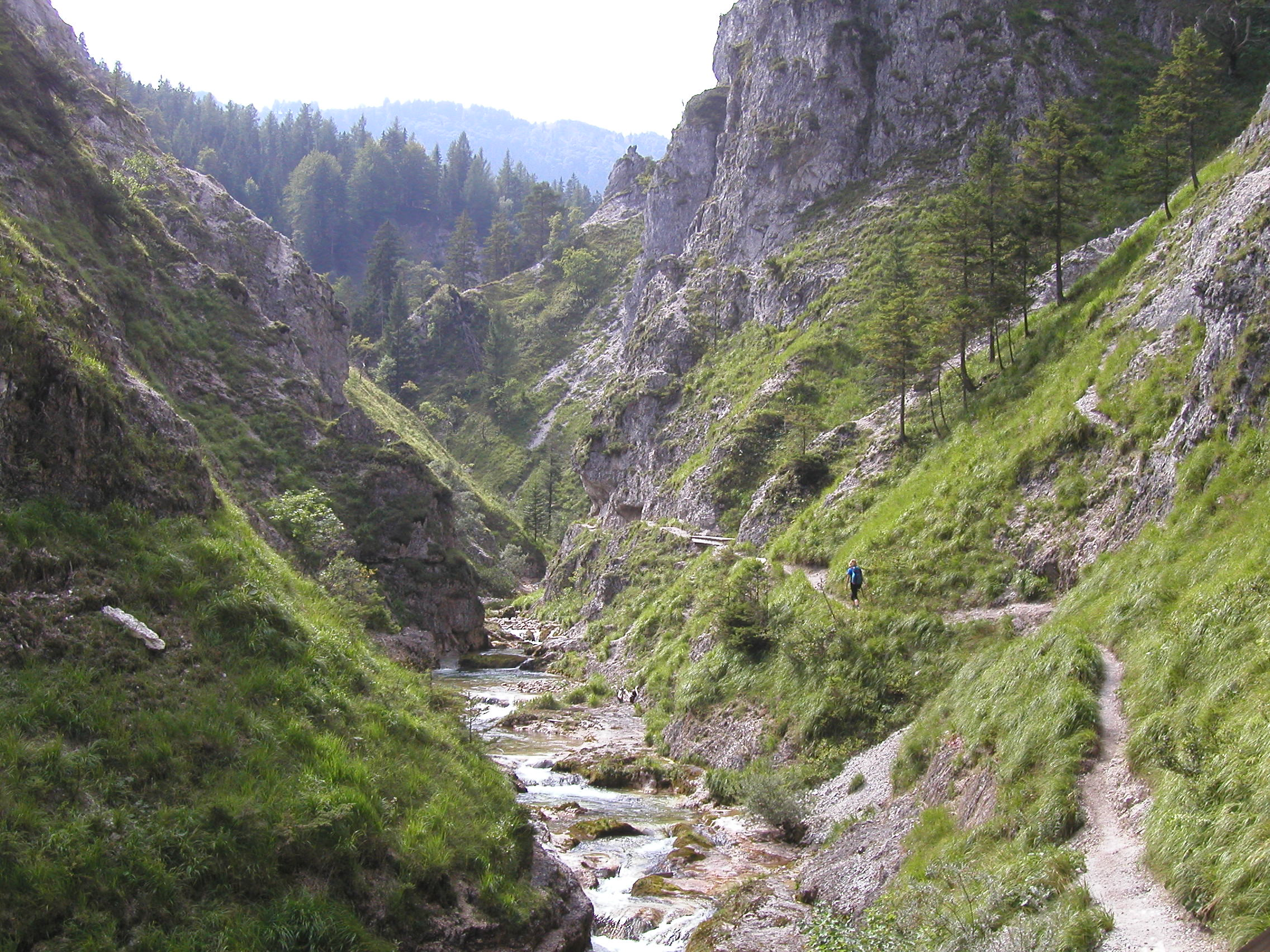
Die Ötschergräben im Naturpark Ötscher-Tormäuer

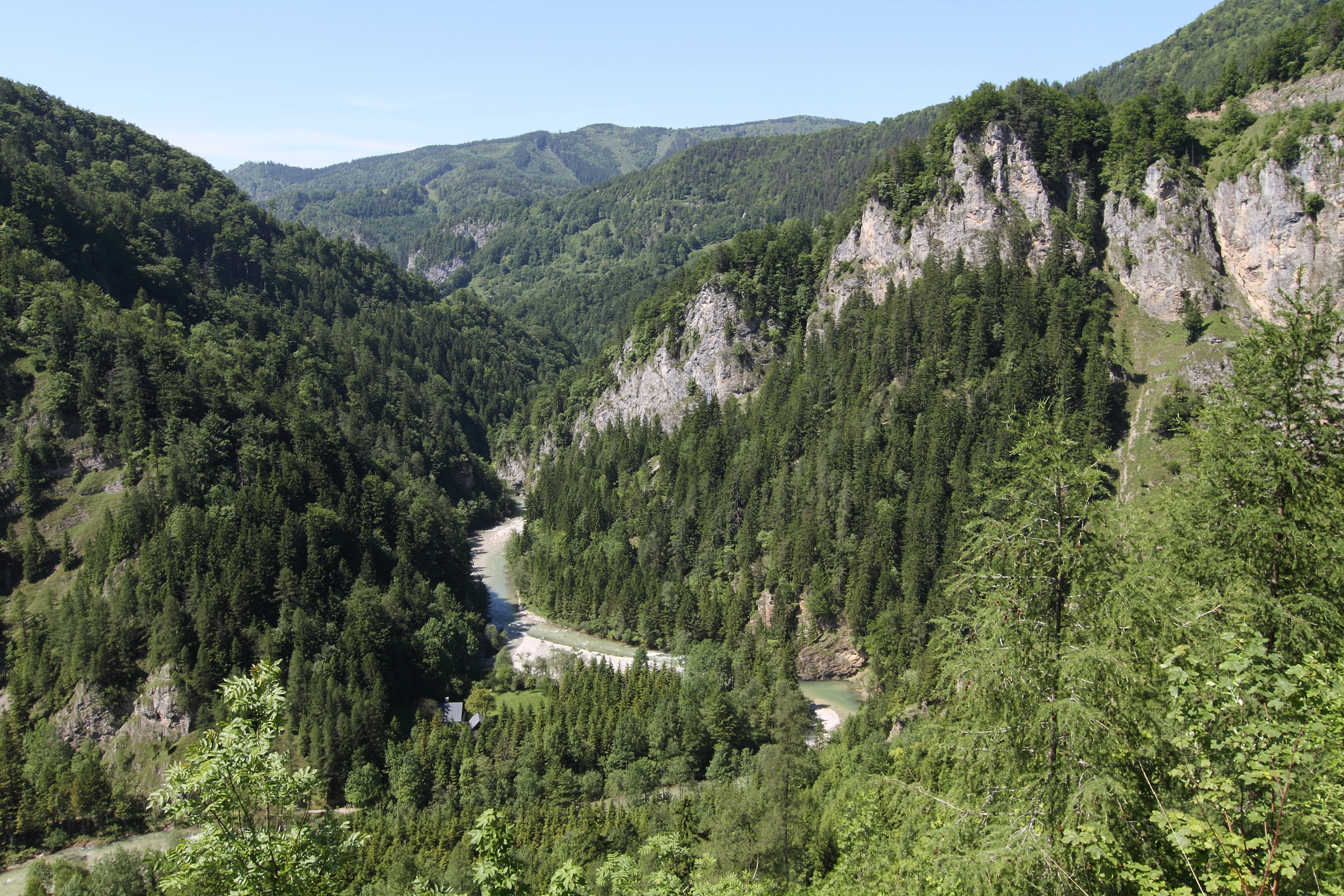
Erlaufschlucht beim „Toten Mann“, Blick von der Ötscher-Panoramastraße

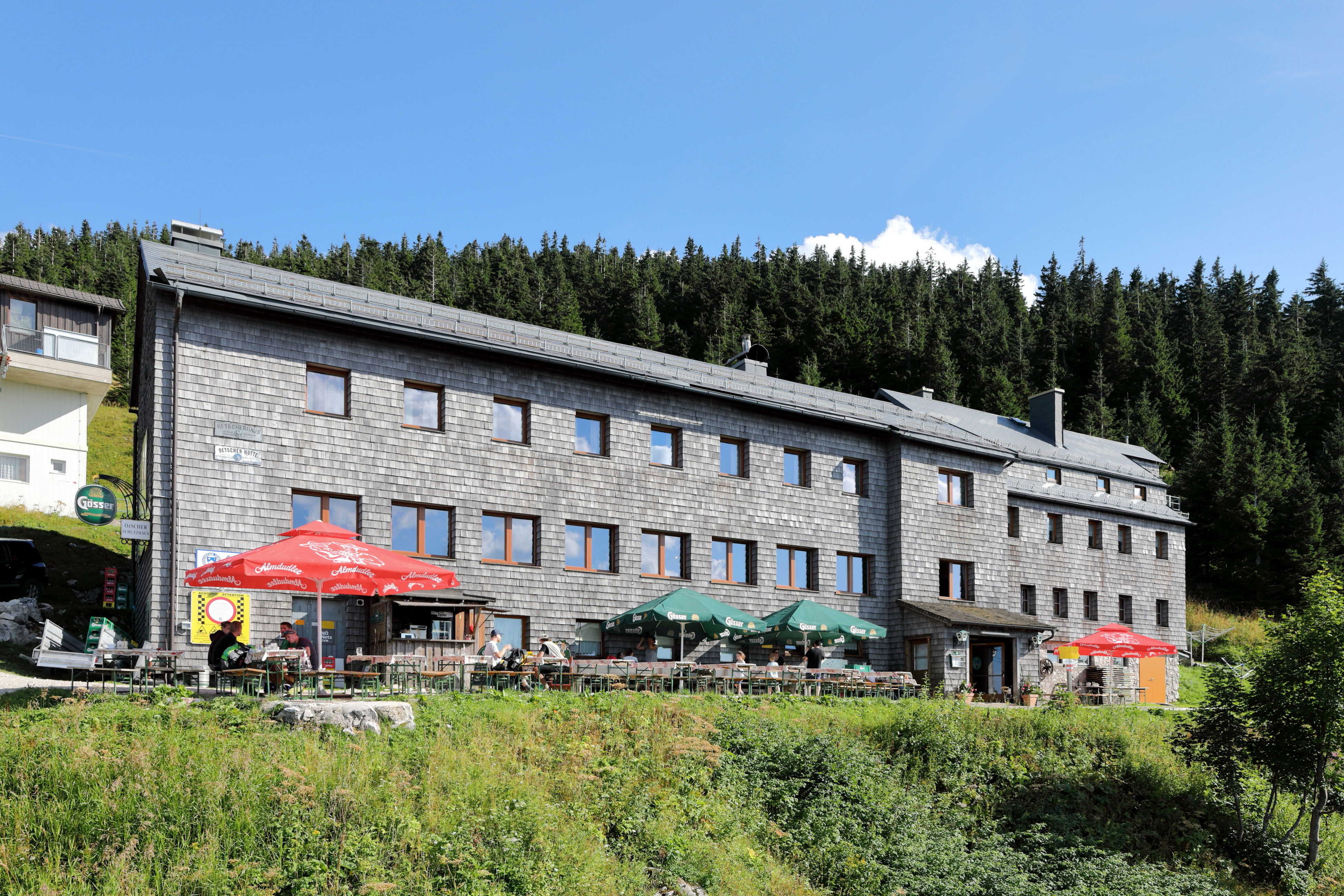
Ötscherschutzhaus

Die Besonderheit des Naturparks sind seine tief eingeschnittenen Täler der Erlauf (Vordere und Hintere Tormäuer) und des Ötscherbaches (Ötschergräben) sowie seine Berggipfelregionen (Ötscher und Gemeindealpe) mit zahlreichen Almen. Weitere natürliche Sehenswürdigkeiten sind zahlreiche Wasserfälle (Mirafall, Schleierfall, Trefflingfall und Lassingfall), der Erlaufsee, der Erlaufstausee sowie die Karsthöhlen (Ötscher-Tropfsteinhöhle, Taubenloch und Geldloch).
Die Pflanzenwelt ist typisch für die Region der nördlichen Kalkalpen, darunter bereits seltene Pflanzenarten wie z. B. Seidelbast, Knabenkräuter oder Enziane.

## Errichtete Sehenswürdigkeiten
In Wienerbruck (Gemeinde Annaberg), am Eingang zu den Ötschergräben, entstand in enger Zusammenarbeit mit der Niederösterreichischen Landesausstellung 2015 ein neues Naturparkzentrum direkt am Wienerbrucker Stausee. Die Ötscher-Basis beherbergt ein Restaurant mit Seeterrasse und ist Ausgangspunkt für viele Wanderungen. 70 ausgebildete Naturvermittler bieten verschiedene geführte Wanderungen an.
In der Gemeinde Mitterbach steht am Erlaufstausee das Stapelhaus als Eingang in den Naturpark und als Schänke. Außerdem gibt es einen Naturlehrpfad und in Trübenbach (Gemeinde Puchenstuben) einen Gesteinslehrpfad und ein Holzknechtmuseum. In Puchenstuben wurde des Weiteren ein Planetenweg errichtet.
Auf der Alm am Hochbärneck in St. Anton an der Jeßnitz befinden sich ein Almhaus, eine Aussichtswarte und eine Sternwarte.
Der Ötscher (bis zum Ötscherschutzhaus) und die Gemeindealpe sind im Sommer und im Winter mit Sesselliften erreichbar. Das Terzerhaus auf der Gemeindealpe bietet eine Einkehrmöglichkeit.
Das am Ende der Ötschergräben gelegene Schutzhaus Vorderötscher wurde 2015 renoviert. Es gibt 20 Betten und 20 Schlafplätze im Lager.
Im gesamten Naturpark wurde ein dichtes Netz an markierten Wanderwegen eingerichtet, unter anderem verlaufen hier der Voralpenweg, der Nord-Süd-Weitwanderweg sowie der Oberösterreichische Mariazellerweg.